# 관구문

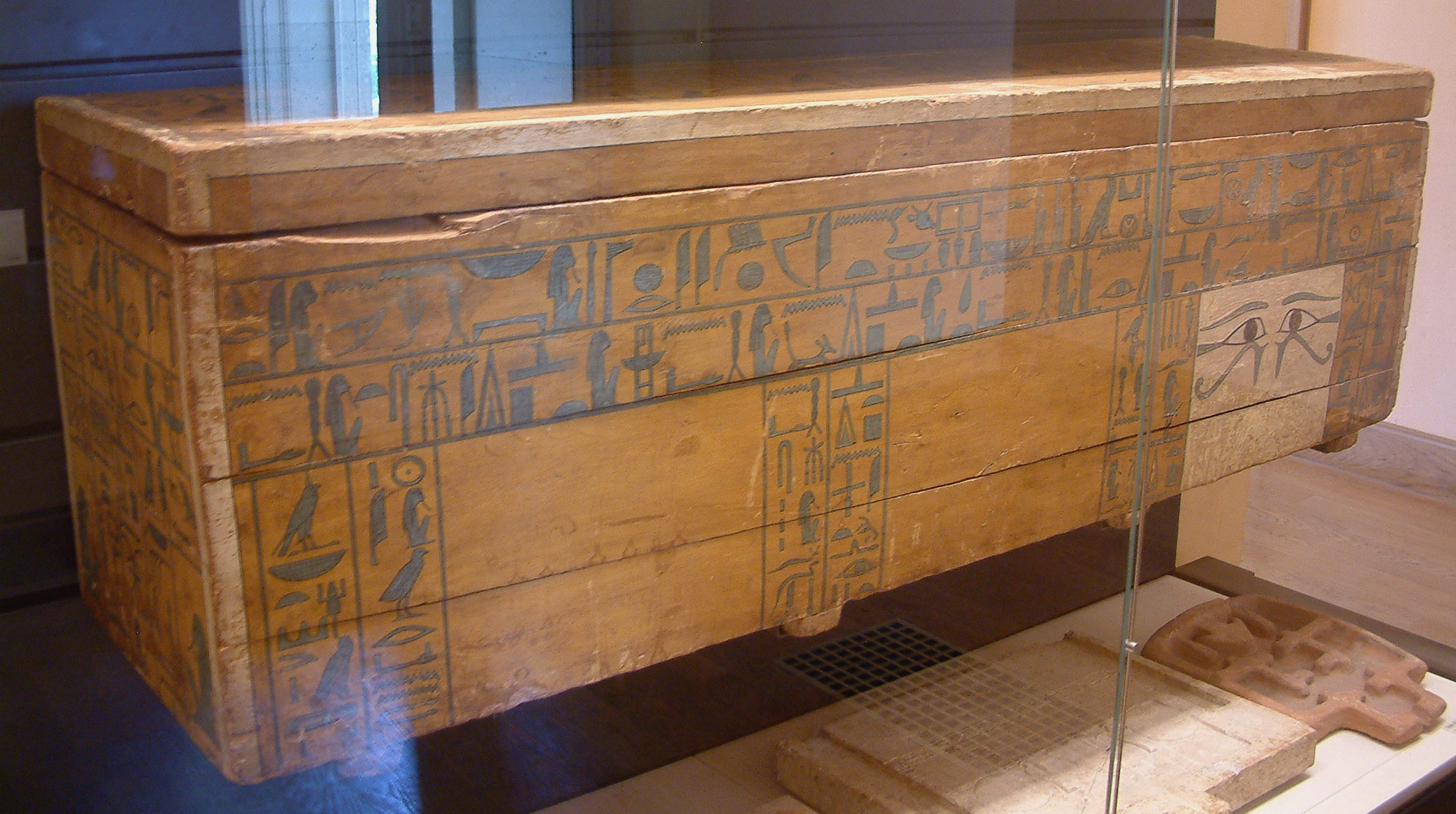

관구문(棺構文) 또는 코핀텍스트(Coffin Texts)는 고대 이집트 제1중간기 시대에 주술들이 쓰인 장례문헌들의 모음이다. 초창기 피라미드텍스트에서 유례하였다. 주로 피라미드나 신전의 통로 벽에 새겨졌다고 하여 관(Coffin)구문이라 부른다.

## 같이 보기
- 피라미드텍스트
- 이집트 신화
- 사자의 서